# Kanton Vauvert
Kanton Vauvert (francouzsky Canton de Vauvert) je francouzský kanton v departementu Gard v regionu Languedoc-Roussillon. Tvoří ho čtyři obce.

## Obce kantonu
- Aubord
- Beauvoisin
- Bernis
- Vauvert